# Alex Newport
Alex Newport, född 12 september 1970 i Wolverhampton, West Midlands, England, är en musikproducent och mixer. Han har producerat och/eller mixat för flera stora band.
Det var också han som skapade banden Fudge Tunnel och Theory of Ruin.

## Lista över band
- At The Drive-In
- The Mars Volta
- The Melvins
- Sepultura
- System Of A Down
- Death Cab For Cutie
- Me First and the Gimme Gimmes
- Frank Turner
- Two Gallants
- O'Death
- Rival Schools
- Piebald
- Knapsack
- Polysics
- Taint
- Brazil